# Ipacsfa
Ipacsfa (kroatisch Pačva) ist eine ungarische Gemeinde im Kreis Siklós im Komitat Baranya.